# Magyar Nemzet (napilap, 2019–)
A Magyar Nemzet (2019 előtt Magyar Idők) magyarországi,  jobboldali-konzervatív, deklaráltan kormánypárti politikai napilap. Tulajdonosa a fideszes kötődésű KESMA.
Propagandalapként jellemzik, amely dezinformációkat terjeszt, és az Origo mellett az egyik legtöbb sajtópert vesztette.

## Története
A Napi Gazdaságot 2015. április 20-án megvásárolta Liszkay Gábor, a régi  Magyar Nemzet volt főszerkesztője, aki a Simicska Lajos vállalkozó és Orbán Viktor miniszterelnök közötti konfliktus miatt 2015. február 6-án távozott főszerkesztői posztjáról. Liszkay a Magyar Nemzettől, a Lánchíd Rádiótól és a Hír TV-től távozott újságírókkal új kormánypárti napilapot készített. A napilap „Magyar Idők” néven 2015. szeptember 1-jén jelent meg először. A lapot kiadó Napi Gazdaság Kiadó Kft.-t is átnevezték Magyar Idők Kiadó Kft.-re.
2018-ban a Mészáros Lőrinc tulajdonában lévő Talentis Group Zrt. vásárolta fel sok más sajtótermékkel együtt, majd szinte azonnal a Közép-Európai Sajtó és Média Alapítványnak adta tovább. Utóbbi tranzakciót a magyar kormány „nemzetstratégiai jelentőségűnek” minősítette. 

2019. február 6-tól a Magyar Idők felvette az előző évben megszűnt Magyar Nemzet nevét.

### Főszerkesztők
| Főszerkesztő     | Hivatali idő                             | Forrás |
| ---------------- | ---------------------------------------- | ------ |
| Csermely Péter   | 2015. szeptember 1. – 2016. november 15. |        |
| Gajdics Ottó     | 2016. november 15. – 2019. február 5.    | [ 16 ] |
| Ballai Attila    | 2019. február 6. – 2020. február 6.      | [ 17 ] |
| Toót-Holló Tamás | 2020. február 7. – 2023. március 2.      | [ 18 ] |
| Néző László      | 2023. március 2. –                       | [ 19 ] |

### Rovatvezetők
- Belföld: Baranyai Gábor
- Vélemény: Berszán György
- Gazdaság: Kiss Gergely
- Kultúra: B. Orbán Emese
- Sport: Novák Miklós

### Mellékletek
- Tvműsor.hu (megjelenik minden pénteken)
- Lugas – hétvégi melléklet (megjelenik minden szombaton), szerkesztője Margittai Gábor.
- Előfizetőknek: hétfő – Jól vagyok (egészség) / Otthon vagyok (lakberendezés), kedd – Rejtvény, szerda – Népsport, csütörtök – Mindmegette (gasztro)

## Jellemzői
Fehér papíron készül fekete kiemelő színnel. Hétköznaponként 16, szombaton a Lugas melléklettel együtt 16+8 oldalon jelenik meg.